# Tetrachroa
Tetrachroa är ett släkte av fjärilar. Tetrachroa ingår i familjen svärmare.
Kladogram enligt Catalogue of Life:
| Tetrachroa | \| \| Tetrachroa edwardsi \| \| \| \| \| \| Tetrachroa variegatum \| \| \| \| |
|            | \| \| Tetrachroa edwardsi \| \| \| \| \| \| Tetrachroa variegatum \| \| \| \| |
|            | Tetrachroa edwardsi                                                           |
|            |                                                                               |
|            | Tetrachroa variegatum                                                         |
|            |                                                                               |